# Thetis-Klasse (Klasse 420)
| FRG Naval Ensign                       | FRG Naval Ensign |
| U-Jagd-Boot THETIS-Klasse (Klasse 420) | U-Jagd-Boot THETIS-Klasse (Klasse 420)                                                                                                |
| -------------------------------------- | --- |
| Najade                                 | |
| Typ:                                   | U-Jagd-Boot |
| Dienstzeit:                            | Deutschland 1961–1992 Griechenland 1991–2010                                                                                          |
| Einheiten:                             | 5 (plus 1 Klasse 421) |
| Daten                                  | |
| Verdrängung:                           | 658 t |
| Länge:                                 | 69,8 m |
| Breite:                                | 8,2 m |
| Tiefgang:                              | 2,7 m |
| Antrieb:                               | 2 MAN-Dieselmotoren mit je 2200 kW (3000 PS) bei 872/min                                                                              |
| 4 E-Dieselmotoren mit 172 PS           | je Generator 135 kVA |
| 2 Wellen                               | dreiflügelige KAMEWA-Verstellpropeller je 2,40 m ⌀                                                                                    |
| Ruderanzahl:                           | 2 |
| Höchstgeschwindigkeit:                 | 23,5 Knoten |
| Besatzung:                             | 68 Offiziere, Unteroffiziere und Mannschaften                                                                                         |
| Sensoren                               | Navigationsradar Sonar |
| EloKa-Anlage                           | vorhanden |
| Bewaffnung                             | 2 40-mm-Geschütze L/70 in Doppellafette 1 Bofors 375-mm-U-Boot-Abwehrraketenwerfer 2 (ztws. 4) Torpedorohre 533 mm Wasserbomben Minen |

Die Thetis-Klasse (Klasse 420) war eine Klasse von fünf U-Jagd-Booten der Bundesmarine. Namensgeber war die Nymphe Thetis. Die Boote wurden zwischen 1959 und 1963 gebaut und ab 1961 in Dienst gestellt. 1991 bis 1992 wurden sie an die griechische Marine abgegeben, wo sie zwischen 2004 und 2010 außer Dienst gestellt wurden. Ein weiteres Boot der Klasse 421 wurde aus der Klasse 420 abgeleitet.

## Thetis-Klasse (Klasse 420)

### Allgemeines
Der Aufbau der Bundesmarine ab Mitte der 1950er Jahre richtete sich nach den Vorgaben, die die Bundesrepublik Deutschland von der NATO erhielt. Da in den ersten Planungen keine U-Jagd-Boote vorgesehen waren, von der Marine jedoch für erforderlich gehalten wurden, wurden fünf für die U-Jagd geeignete Fahrzeuge unter der Bezeichnung Torpedofangboot in Auftrag gegeben, da dieser Typ als militärisches Hilfsschiff beschafft werden konnte. Die erste Bezeichnung war „Torpedofangboot, groß, Typ A“. Die Bezeichnung Torpedofangboot (kurz: TF-Boot) trugen die Boote nur kurze Zeit, bis sie als Flottendienstboote umdesigniert wurden. Diese Bezeichnung leitete sich vom Flottendienstgeschwader ab, dem die Boote unterstanden. Am 22. Januar 1974 erhielten sie ihre endgültige Bezeichnung U-Jagd-Boot. Entsprechend dieser Umdesignierungen wechselte auch die Kennung der Boote. Sie wurden mit einer P-Kennung in Dienst gestellt, erhielten am 1. November 1969 eine A-Kennung und im Januar 1974 wieder eine P-Kennung.

### Aufgaben
Die Boote waren von Anfang an für die Aufgabe U-Jagd konzipiert. Anfangs dienten sie in ihrer Rolle als Torpedofangboote dazu, Übungstorpedos zu bergen, die durch andere Kriegsschiffe und durch U-Boote verschossen wurden. Entsprechend dem Auftrag des Flottendienstgeschwaders, dem die Boote angehörten, wurden sie außerdem für die Ausbildung und die Aufklärung eingesetzt.

### Ausrüstung und Technik
Bei ihrer Größe und Geschwindigkeit waren die Boote für Geleitoperationen im erweiterten Küsten- und Randmeergebiet der Nord- und Ostsee ausgelegt. Sie waren für die Seeversorgung mit Kraftstoff ausgelegt, um ihre Seeausdauer zu erhöhen.
Zur Bekämpfung von U-Booten verfügten die Boote über eine Rumpfsonaranlage, Torpedos, U-Jagd-Raketen und Wasserbomben. Die Überwasserbewaffnung war mit einem 40-mm-Zwillingsgeschütz zur Flugabwehr schwach ausgelegt ebenso wie die Sensorik, die aus einem kombinierten Navigations- und Seeraumüberwachungsradar und einer einfachen EloKa-Anlage bestand.
Als Torpedofangboote verfügten die Boote anfangs über einen großen Bergekran, der auch zum Aussetzen der mitgeführten Pinasse diente.

## Abgeleitete Projekte

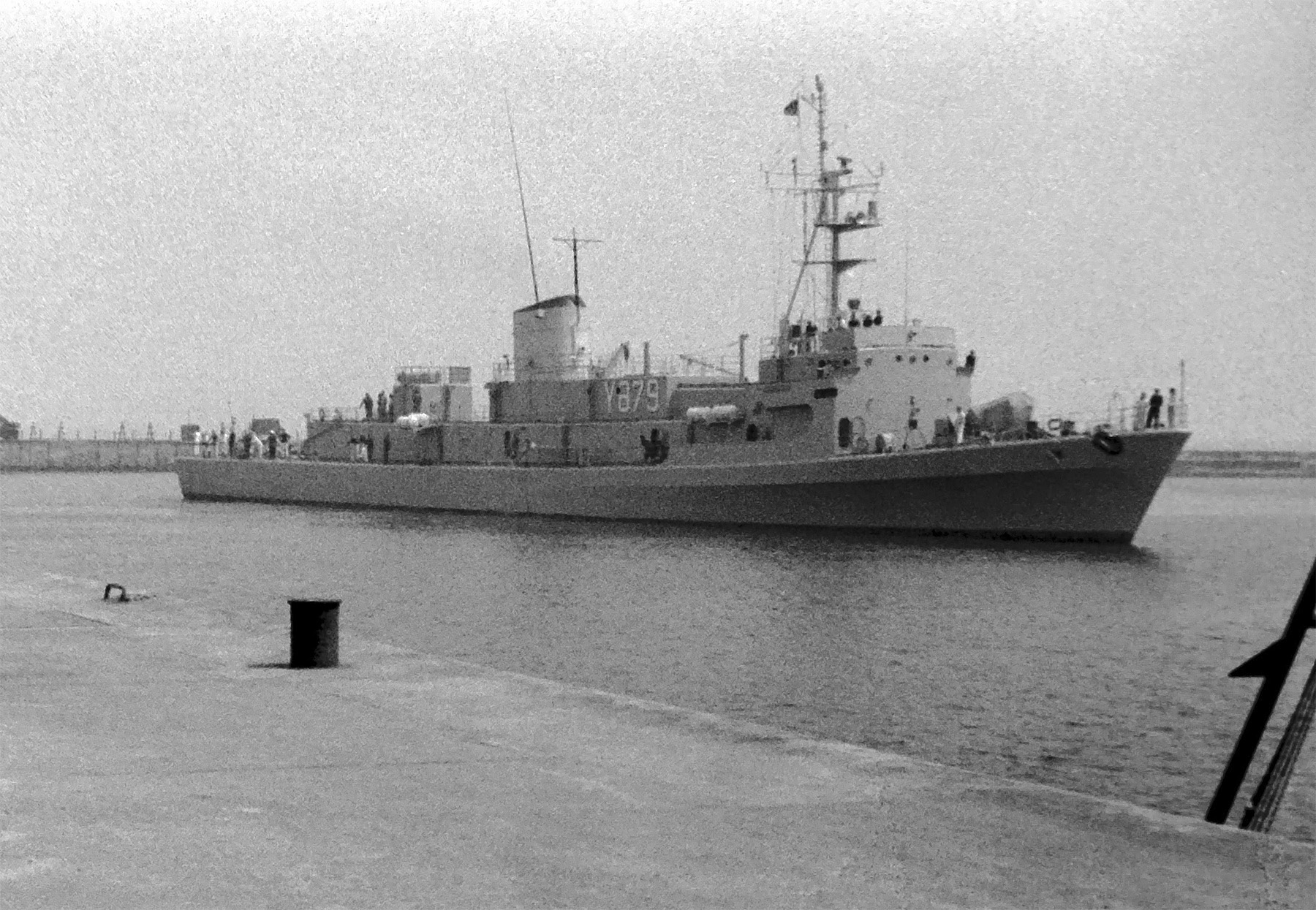
Die größere Hans Bürkner der Klasse 421

### Erprobungsboot (Klasse 421)
Unter der Bezeichnung „Torpedofangboot, groß, Typ B“ (Klasse 421) wurde gleichzeitig mit der Thetis-Klasse ein weiteres, ähnliches Fahrzeug bei den Atlaswerken in Bremen gebaut und nach Hans Bürkner, dem Chefkonstrukteur der Kaiserlichen Marine, benannt. Die Klasse 421 war mit etwa 1200 t deutlich größer. Das Boot erreichte mit vier gleichartigen Dieselmotoren eine Geschwindigkeit von 25 Kn. Auch die Bewaffnung entsprach der Klasse 420, war jedoch nur teilweise eingerüstet.
Die Hans Bürkner wurde anfangs als Schulboot der Marineunterwasserwaffenschule eingesetzt. 1969 wurde das Boot der Erprobungsstelle 71 des BWB zugeordnet und erhielt eine reduzierte zivile Besatzung. Die Geschütze wurden ausgebaut. Unter der Bezeichnung „Flottendienstboot (BWB), groß, Typ B“ diente es bis zu seiner Außerdienststellung 1990 der Erprobung neuer Unterwasserortungssysteme.

### Flugsicherungsboot (Klasse 902)
Als Hilfsschiffe für die Marineflieger sollten in den 1960er Jahren zwei Flugsicherungsboote Klasse 902 gebaut werden, die demselben Entwurf wie die Klasse 420 entsprechen sollten. Dieser Plan wurde nicht realisiert.

## Einheiten

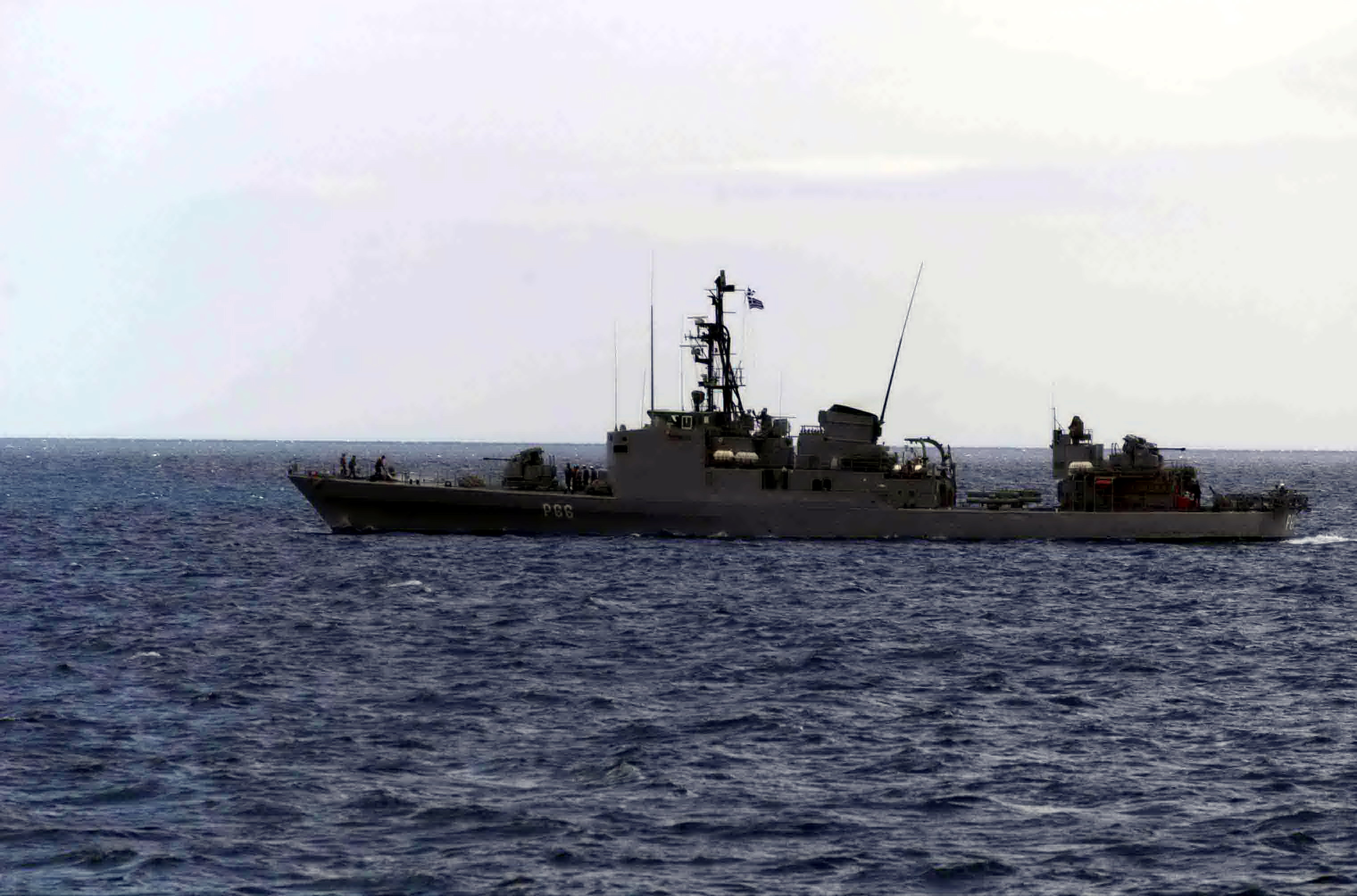
Agon, ex-Theseus, im Jahr 2008 als Zielschiff der griechischen Marine

Die fünf Boote der Klasse 420 wurden auf der Rolandwerft in Bremen gebaut und  nach Figuren der griechischen Mythologie benannt. Thetis, Hermes und Triton waren baugleich; Najade hatte als Geschwaderarztboot auf dem Vorschiff einen Anbau, in dem sich das Schiffslazarett befand. Theseus war auf Grund einer Ungenauigkeit beim Bau 1,5 m kürzer als die anderen Boote. Ihr Heimathafen war der Marinestützpunkt Flensburg-Mürwik. Sie bildeten das zur Zerstörerflottille gehörende Flottendienstgeschwader. Alle fünf Boote wurden nach der Außerdienststellung an Griechenland abgegeben. Dort wurde die U-Jagdbewaffnung ausgebaut und die Boote als große Patrouillenboote eingesetzt. Die letzten beiden Boote wurden 2010 ausgemustert.
| Kennung | Name         | Indienststellung  | Außerdienststellung | Kennung | Name       | Indienststellung  | Außerdienststellung | Verbleib                                       |
| ------- | ------------ | ----------------- | ------------------- | ------- | ---------- | ----------------- | ------------------- | ---------------------------------------------- |
| P 6052  | Thetis       | 1. Juli 1961      | 6. September 1991   | P 62    | Niki       | 6. September 1991 | 2. April 2009       | 11. Dezember 2011 Zielschiff Griechenland      |
| P 6053  | Hermes       | 16. Dezember 1961 | 7. September 1992   | P 65    | Karteria   | 7. September 1992 | 2004                |                                                |
| P 6054  | Najade       | 12. Mai 1962      | 6. September 1991   | P 63    | Doxa       | 6. September 1991 | 22. April 2010      |                                                |
| P 6055  | Triton       | 10. November 1962 | 7. September 1992   | P 64    | Eleftheria | 7. September 1992 | 22. April 2010      |                                                |
| P 6056  | Theseus      | 15. August 1963   | 30. April 1992      | P 66    | Agon       | 8. November 1993  | 2004                | 2008 Zielschiff für AGM-119 Penguin-Flugkörper |
| A 1449  | Hans Bürkner | 18. Mai 1963      | 26. Oktober 1990    |         |            |                   |                     | Vebeg, in Belgien abgewrackt                   |

## Unterstützung bei einer Flucht aus der DDR 1968
Am Osterwochenende des Jahres 1968 wurden die Boote Triton und Najade gegen Nacht zu einer taktischen Nahaufklärungsmission von Kiel aus befohlen. Es war bekannt, dass sich das DDR-Kreuzfahrtschiff Völkerfreundschaft in der Ostsee auf dem Rückweg von Kuba mit 499 Passagieren an Bord befand. Für die Entdeckung wurde der Besatzung ein Kasten Bier ausgelobt. Gegen Mitternacht wurde das Schiff von der Najade entdeckt. Die westdeutschen Kriegsschiffe signalisierten ihre Anwesenheit durch Aufblenden ihrer Scheinwerfer. Als eine Person vom Kreuzfahrtschiff sprang, leitete die Najade zur Rettung ein abruptes Wendemanöver ein und rammte dabei versehentlich die Völkerfreundschaft, die das Licht an Bord löschte und leicht beschädigt weiterfuhr. Der Passagier wurde von der ebenfalls beschädigten Najade gerettet, ärztlich versorgt und in Kiel abgesetzt. Nachdem die Völkerfreundschaft in Warnemünde festmachte, wurde die Kabine des fehlenden Passagiers von der Staatssicherheit durchsucht und Material gefunden, das eine geplante Flucht aus der DDR nahelegte. Das DDR-Fernsehen kommentierte den Vorfall mit den Worten: „unser friedliebendes Urlauberschiff VÖLKERFREUNDSCHAFT wurde heute Nacht von der revanchistischen Marine der BRD absichtlich gerammt.“